# Temporada da Stock Car Pro Series de 2021
A temporada 2021 da Stock Car Pro Series foi a 43ª da categoria. É organizada pela Vicar Promoções Desportivas e possui como associação máxima de administração a Confederação Brasileira de Automobilismo (CBA). O piloto paranaense Gabriel Casagrande da A.Mattheis Vogel Motorsport sagrou-se campeão, conquistando, assim, o seu primeiro título na categoria. A Eurofarma RC conquistou o título de equipes. 

## Equipes e pilotos
| CAMPEÃO                     | Vice-campeão | Terceiro lugar  |
| --------------------------- | ------------ | --------------- |
|                             |              |                 |
| Gabriel Casagrande          | Daniel Serra | Thiago Camilo   |
| A.Mattheis Vogel Motorsport | Eurofarma RC | Ipiranga Racing |

Os seguintes pilotos, equipes e marcas estiveram sob contrato para participar da Temporada 2021 da Stock Car Pro Series:
| Equipe                       | Carro                     | No. | Pilotos                | Etapas       |
| ---------------------------- | ------------------------- | --- | ---------------------- | ------------ |
| Crown Racing                 | Chevrolet Cruze Stock Car | 0   | Cacá Bueno             | 1-12         |
| Crown Racing                 | Chevrolet Cruze Stock Car | 88  | Beto Monteiro          | 1-12         |
| Lubrax Podium                | Chevrolet Cruze Stock Car | 4   | Júlio Campos           | 1-12         |
| Lubrax Podium                | Chevrolet Cruze Stock Car | 91  | Felipe Massa           | 1-12         |
| Cavaleiro Sports             | Chevrolet Cruze Stock Car | 5   | Denis Navarro          | 1-12         |
| Cavaleiro Sports             | Chevrolet Cruze Stock Car | 80  | Marcos Gomes           | 1-12         |
| Full Time Bassani            | Toyota Corolla Stock Car  | 7   | Pietro Fittipaldi      | 7            |
| Full Time Bassani            | Toyota Corolla Stock Car  | 8   | Rafael Suzuki          | 1-12         |
| Full Time Bassani            | Toyota Corolla Stock Car  | 48  | Tony Kanaan            | 1-6, 8-12    |
| Full Time Sports             | Toyota Corolla Stock Car  | 65  | Max Wilson             | 1            |
| Full Time Sports             | Toyota Corolla Stock Car  | 111 | Rubens Barrichello     | 1-12         |
| Full Time Sports             | Toyota Corolla Stock Car  | 117 | Matías Rossi           | 2-4, 6, 8-12 |
| Full Time Sports             | Toyota Corolla Stock Car  | 191 | Eduardo Barrichello    | 5, 7         |
| A.Mattheis Vogel Motorsport  | Chevrolet Cruze Stock Car | 9   | Gustavo Lima           | 1-12         |
| A.Mattheis Vogel Motorsport  | Chevrolet Cruze Stock Car | 83  | Gabriel Casagrande     | 1-12         |
| RCM Motorsport               | Toyota Corolla Stock Car  | 10  | Ricardo Zonta          | 1-12         |
| RCM Motorsport               | Toyota Corolla Stock Car  | 44  | Bruno Baptista         | 1-12         |
| KTF Racing                   | Chevrolet Cruze Stock Car | 11  | Gaetano di Mauro       | 1-12         |
| KTF Racing                   | Chevrolet Cruze Stock Car | 43  | Pedro Cardoso          | 1-12         |
| KTF Sports                   | Chevrolet Cruze Stock Car | 12  | Lucas Foresti          | 1-12         |
| KTF Sports                   | Chevrolet Cruze Stock Car | 85  | Guilherme Salas        | 1-12         |
| Eurofarma RC                 | Chevrolet Cruze Stock Car | 13  | António Félix da Costa | 2            |
| Eurofarma RC                 | Chevrolet Cruze Stock Car | 29  | Daniel Serra           | 1-12         |
| Eurofarma RC                 | Chevrolet Cruze Stock Car | 90  | Ricardo Mauricio       | 1, 3-12      |
| Blau Motorsport II           | Chevrolet Cruze Stock Car | 16  | Christian Hahn         | 1-8, 10-12   |
| Blau Motorsport II           | Chevrolet Cruze Stock Car | 116 | Marcelo Hahn           | 12           |
| Blau Motorsport              | Chevrolet Cruze Stock Car | 18  | Allam Khodair          | 1-12         |
| Blau Motorsport              | Chevrolet Cruze Stock Car | 70  | Diego Nunes            | 1-12         |
| Ipiranga Racing              | Toyota Corolla Stock Car  | 21  | Thiago Camilo          | 1-12         |
| Ipiranga Racing              | Toyota Corolla Stock Car  | 30  | César Ramos            | 1-12         |
| Shell V-Power                | Chevrolet Cruze Stock Car | 28  | Galid Osman            | 1-12         |
| Shell V-Power                | Chevrolet Cruze Stock Car | 51  | Átila Abreu            | 1-12         |
| MX Piquet Sports Scuderia CJ | Toyota Corolla Stock Car  | 33  | Nelson Piquet, Jr.     | 1-7          |
| MX Piquet Sports Scuderia CJ | Toyota Corolla Stock Car  | 73  | Sérgio Jimenez         | 1-9, 11-12   |
| MX Piquet Sports Scuderia CJ | Toyota Corolla Stock Car  | 128 | Danilo Dirani          | 10           |
| RKL Competições              | Chevrolet Cruze Stock Car | 37  | Raphael Teixeira       | 8            |
| RKL Competições              | Chevrolet Cruze Stock Car | 86  | Gustavo Frigotto       | 1-5, 10-12   |
| Hot Car New Generation       | Chevrolet Cruze Stock Car | 54  | Tuca Antoniazi         | 1-10, 12     |
| Hot Car New Generation       | Chevrolet Cruze Stock Car | 77  | Valdeno Brito          | 11           |
| Hot Car New Generation       | Chevrolet Cruze Stock Car | 110 | Felipe Lapenna         | 1-12         |

### Mudanças nas equipes
- Depois que a série aumentou o número máximo de inscrições para 32 carros por corrida, a Toyota Gazoo Racing Brasil elevou a quantidade de carros de oito para dez. A ex equipe da GP2, MX Piquet Sports, entrou na série com dois Corolla Stock Cars.[2] A equipe RKL Competições, da Stock Car Light, entrou com um único carro, e uma nova equipe chamada Pole Motorsport juntou-se ao campeonato.[3]

- A Crown Racing reduziu o número de carros de quatro para dois. A equipe encerrou sua parceria com a Shell Oil Company. A Pole Motorsport e a Shell uniram forças para dar continuidade a Shell V-Power Racing.[3]

- A KTF Sports aumentou sua participação de dois para quatro carros, e a Blau Motorsport também aumentou o número de veículos de dois para três.

- Após a morte do proprietário Amadeu Rodrigues, a Hot Car Competições foi assumida pelas suas filhas e a equipe passou a ser chamada de Hot Car New Generation. Depois de competir com um único carro em 2020, a equipe voltou a operar dois carros.[4][5]

- A equipe de Rodolfo Mattheis separou-se de seu pai, Andreas Mattheis, devido a conflitos com patrocinadores. A R.Mattheis Motorsport passou a se chamar Lubrax Podium, enquanto a A.Mattheis Motorsport (Ipiranga Racing) agora tem a Vogel Motorsport como nova equipe de clientes.

### Mudanças de pilotos
- A Lubrax Podium anunciou a entrada do ex-piloto de Fórmula 1, Felipe Massa. Ademais, Júlio Campos retornou para a equipe após uma temporada.

- Atila Abreu e Galid Osman mudaram-se da Crown Racing para a Pole Motorsport, no entanto ainda pilotam sob o nome Shell V-Power Racing.

- Com a Blau Motorsport operando com três carros, o ex-campeão da Euroformula Open Championship, Christian Hanh, debutou na categoria com a equipe de seu pai.

- A KTF Racing expandiu para quatro carros, tendo Lucas Foresti e Pedro Cardoso como pilotos nos dois novos assentos.

- A Hot Car expandiu para dois carros, promovendo a entrada de Felipe Lappenna na equipe.

- Nelson Piquet Jr. deixou a Full Time Sports e mudou-se para o seu próprio time, MX Piquet Sports, junto com Sérgio Jimenez, tendo este retornado para o campeonato após dois anos na Jaguar I-Pace eTrophy. Piquet foi substituído por Tony Kanaan na FTS.

- A Vogel Motorsport anunciou Gabriel Casagrande e Gustavo Lima, ambos retornando para a equipe após terem a deixado previamente.

- O piloto da Stock Car Light, Gustavo Frigoto, integrou a  equipe RKL Competições; ambos fazem sua estreia na competição.
- Vitor Baptista e Vitor Genz não retornaram após terem competido em algumas provas da temporada passada.

### Mudanças no decorrer da temporada
- Devido às restrições de viagens entre Argentina e Brasil, decorrentes da pandemia de COVID-19, Matias Rossi não competiu nas etapas 1 (Goiânia), 5 (Cascavel) e 7 (Curitiba). O argentino foi substituído por Max Wilson [6] na primeira, e por Dudu Barrichello [7] na quinta e sétima etapas, respectivamente.

- Ricardo Maurício teve resultado positivo para COVID-19 na segunda etapa, portanto foi substituído pelo português António Félix da Costa. O europeu foi considerado inelegível para marcar pontos para o campeonato de pilotos devido à exigência de que os pilotos que disputam o campeonato estejam inscritos em uma organização sul-americana membro da FIA.[8]

- Gustavo Frigotto, com diagnóstico de COVID-19, não participou da sexta e sétima etapas.[9]

- Por questões contratuais nos Estados Unidos, Tony Kanaan não disputou a sétima etapa em Curitiba. O piloto baiano foi substituído por Pietro Fittipaldi.[10]

- O paranaense Gustavo Frigotto abriu espaço para o piloto goiano Raphael Teixeira na RKL Competições. O anúncio da troca ocorreu antes da etapa 8 no anel misto de Goiânia.[11] Porém, um acidente logo no início da oitava etapa impossibilitou que Teixeira participasse da nona rodada da temporada.[12]

- Nelson Piquet Jr. antecipou o fim da sua participação na temporada 2021 antes da etapa de Goiânia, a oitava do ano. O piloto anunciou o rompimento com a equipe que, até então, levava seu sobrenome, a MX Piquet Sports[13], prometendo focar na temporada 2022. A equipe, então, foi substituída pela Scuderia CJ, que participa da TCR South America Touring Car Championship, sob o comando da dupla Carlos Chiarelli e Sérgio Jimenez - sendo que este último segue como único piloto da equipe.[14]

- Sérgio Jimenez testou positivo para COVID-19 e foi substituído por Danilo Dirani na décima etapa realizada em Mogi-Guaçu.[15]

- O paraibano Valdeno Brito voltou ao grid na etapa de Santa Cruz do Sul. O retorno do “Expresso da Paraíba” ocorreu por conta da ausência de Tuca Antoniazi, que perdeu a rodada por compromissos pessoais.[16]

- Marcelo Hahn foi convidado para disputar a última etapa, em Interlagos, pela Blau Motorsport II.[17]

## Aspectos técnicos e de regulamento

### Técnicos
- Motor: 8 cilindros em V (V8) com cerca de 460 cv (máx 550 cv), 6.000 rpm e 5.700 cc (5,7 litros).[18]
- Velocidade máxima: Cerca de 270 km/h.[19]
- Massa mínima: 1.320 kg (piloto incluso).[19]
- Pneus: Pirelli, modelo 2021 (slick e chuva).[20]
- Push-to-pass: Os carros possuem um dispositivo, acionado por um botão no volante, que controla o fluxo de ar para impulsionar o motor. Normalmente, o motor trabalha com 65% da abertura total, mas com o dispositivo totalmente aberto ocorre a liberação de 100% de potência por, no máximo, 15 segundos – atingindo até 550 cv, cerca de 80 a 100 cv a mais do que normalmente é usado. Apesar de liberar uma potência extra nos carros, o botão não funciona como um “nitro” dos videogames e muito menos como a asa móvel dos carros de F1; sendo assim, o segredo reside na potência do motor.[21]

### Regulamentares
- Descarte: Em virtude da pandemia de COVID-19, e outros objetivos, serão descartados os 4 (quatro) piores resultados de cada piloto. Busca-se, assim, possibilitar a eliminação de situações imprevistas ou injustas, como acidentes, furos de pneu, ausências forçadas, dentre outros. [22]
- Push-to-pass: A quantidade de acionamentos por etapa é determinada previamente. Os pilotos podem usá-lo não apenas para ultrapassar os adversários, mas também para se defenderem de eventuais tentativas de ultrapassagem. Os pilotos somente podem acionar o botão após completarem as duas primeiras voltas de cada corrida.[23]
- Fan push: Votação que premia pilotos com um push adicional. É um acionamento extra do push-to-pass que é dado aos 6 (seis) pilotos mais votados em cada etapa em eleição popular no próprio site da Stock Car.[24]
- Lastro de sucesso: É um sistema de adição de massa aos carros dos 6 (seis) primeiros colocados na tabela de pontuação geral, antes do início de uma nova etapa, em uma tentativa de deixar a categoria ainda mais competitiva. A distribuição é realizada da seguinte maneira: 30, 25, 20, 15, 10 e 5 quilos, do primeiro ao sexto colocado na classificação geral, respectivamente.[22]
- Pit stop: Em cada corrida, os pilotos devem realizar uma parada para reabastecimento e/ou troca de pneus durante uma janela pré-determinada de voltas.[22]

## Calendário e resultados

### Etapas
| Etapa | Data           |                                    | Circuito                                     | Local                 |
| ----- | -------------- | ---------------------------------- | -------------------------------------------- | --------------------- |
| 1     | 25 de abril    | Grande Prêmio de Goiânia           | Autódromo Internacional Ayrton Senna         | Goiânia, GO           |
| 2     | 16 de maio     | Grande Prêmio de São Paulo         | Autódromo José Carlos Pace                   | São Paulo, SP         |
| 3     | 19 de junho    | Grande Prêmio do Velo Città        | Autódromo Velo Città                         | Mogi Guaçu, SP        |
| 4     | 20 de junho    | Grande Prêmio do Velo Città        | Autódromo Velo Città                         | Mogi Guaçu, SP        |
| 5     | 11 de julho    | Grande Prêmio de Cascavel          | Autódromo Internacional de Cascavel          | Cascavel, PR          |
| 6     | 1 de agosto    | Grande Prêmio de Curitiba          | Autódromo Internacional de Curitiba          | Pinhais, PR           |
| 7     | 8 de agosto    | Grande Prêmio Amadeu Rodrigues     | Autódromo Internacional de Curitiba          | Pinhais, PR           |
| 8     | 18 de setembro | Grande Prêmio das Esmeraldas       | Autódromo Internacional Ayrton Senna         | Goiânia, GO           |
| 9     | 19 de setembro | Grande Prêmio Chevrolet 500        | Autódromo Internacional Ayrton Senna         | Goiânia, GO           |
| 10    | 24 de outubro  | Grande Prêmio do Velo Città        | Autódromo Velo Città                         | Mogi Guaçu, SP        |
| 11    | 21 de novembro | Grande Prêmio de Santa Cruz do Sul | Autódromo Internacional de Santa Cruz do Sul | Santa Cruz do Sul, RS |
| 12    | 12 de dezembro | Grande Prêmio de São Paulo         | Autódromo José Carlos Pace                   | São Paulo, SP         |

OBS: Calendário com pendências e sujeito a mudanças devido à pandemia de COVID-19.

### Resultados
| Etapa | Circuito                                                        | Corrida | Pole Position      | Volta mais rápida da etapa | Piloto Vencedor        | Equipe Vencedora            | Carro     | Info   |
| ----- | --------------------------------------------------------------- | ------- | ------------------ | -------------------------- | ---------------------- | --------------------------- | --------- | ------ |
| 1     | Autódromo Internacional Ayrton Senna, Goiânia                   | C1      | Cacá Bueno         | Ricardo Mauricio           | Daniel Serra           | Eurofarma RC                | Chevrolet | [ 25 ] |
| 1     | Autódromo Internacional Ayrton Senna, Goiânia                   | C2      | -                  | Ricardo Mauricio           | Ricardo Mauricio       | Eurofarma RC                | Chevrolet | [ 26 ] |
| 2     | Autódromo José Carlos Pace, São Paulo                           | C1      | Gabriel Casagrande | Gabriel Casagrande         | Gabriel Casagrande     | A.Mattheis Vogel Motorsport | Chevrolet | [ 27 ] |
| 2     | Autódromo José Carlos Pace, São Paulo                           | C2      | -                  | Gabriel Casagrande         | António Félix da Costa | Eurofarma RC                | Chevrolet | [ 27 ] |
| 3     | Autódromo Velo Città, Mogi Guaçu                                | C1      | Ricardo Zonta      | Gabriel Casagrande         | Gabriel Casagrande     | A.Mattheis Vogel Motorsport | Chevrolet | [ 28 ] |
| 3     | Autódromo Velo Città, Mogi Guaçu                                | C2      | -                  | Gabriel Casagrande         | Lucas Foresti          | KTF Sports                  | Chevrolet | [ 28 ] |
| 4     | Autódromo Velo Città, Mogi Guaçu                                | C1      | Rubens Barrichello | Rubens Barrichello         | Rubens Barrichello     | Full Time Sports            | Toyota    | [ 29 ] |
| 4     | Autódromo Velo Città, Mogi Guaçu                                | C2      | -                  | Rubens Barrichello         | Ricardo Zonta          | RCM Motorsport              | Toyota    | [ 29 ] |
| 5     | Autódromo Internacional de Cascavel, Cascavel                   | C1      | Thiago Camilo      | Thiago Camilo              | Thiago Camilo          | Ipiranga Racing             | Toyota    | [ 30 ] |
| 5     | Autódromo Internacional de Cascavel, Cascavel                   | C2      | -                  | Thiago Camilo              | Átila Abreu            | Shell V-Power               | Chevrolet | [ 31 ] |
| 6     | Autódromo Internacional de Curitiba, Pinhais                    | C1      | Ricardo Mauricio   | Daniel Serra               | Ricardo Mauricio       | Eurofarma RC                | Chevrolet | [ 32 ] |
| 6     | Autódromo Internacional de Curitiba, Pinhais                    | C2      | -                  | Daniel Serra               | Thiago Camilo          | Ipiranga Racing             | Toyota    | [ 33 ] |
| 7     | Autódromo Internacional de Curitiba, Pinhais (Anel externo)     | C1      | Rafael Suzuki      | Daniel Serra               | Rafael Suzuki          | Full Time Bassani           | Toyota    | [ 34 ] |
| 7     | Autódromo Internacional de Curitiba, Pinhais (Anel externo)     | C2      | -                  | Daniel Serra               | Átila Abreu            | Shell V-Power               | Chevrolet | [ 35 ] |
| 8     | Autódromo Internacional Ayrton Senna, Goiânia                   | C1      | Rubens Barrichello | Júlio Campos               | Rubens Barrichello     | Full Time Sports            | Toyota    | [ 36 ] |
| 8     | Autódromo Internacional Ayrton Senna, Goiânia                   | C2      | -                  | Júlio Campos               | Ricardo Mauricio       | Eurofarma RC                | Chevrolet | [ 37 ] |
| 9     | Autódromo Internacional Ayrton Senna, Goiânia (Anel externo)    | C1      | Ricardo Mauricio   | Ricardo Mauricio           | Ricardo Mauricio       | Eurofarma RC                | Chevrolet | [ 38 ] |
| 9     | Autódromo Internacional Ayrton Senna, Goiânia (Anel externo)    | C2      | -                  | Ricardo Mauricio           | Ricardo Mauricio       | Eurofarma RC                | Chevrolet | [ 39 ] |
| 10    | Autódromo Velo Città, Mogi Guaçu                                | C1      | Guilherme Salas    | Guilherme Salas            | Guilherme Salas        | KTF Sports                  | Chevrolet | [ 40 ] |
| 10    | Autódromo Velo Città, Mogi Guaçu                                | C2      | -                  | Guilherme Salas            | Thiago Camilo          | Ipiranga Racing             | Toyota    | [ 41 ] |
| 11    | Autódromo Internacional de Santa Cruz do Sul, Santa Cruz do Sul | C1      | Thiago Camilo      | Thiago Camilo              | Thiago Camilo          | Ipiranga Racing             | Toyota    | [ 42 ] |
| 11    | Autódromo Internacional de Santa Cruz do Sul, Santa Cruz do Sul | C2      | -                  | Thiago Camilo              | Ricardo Mauricio       | Eurofarma RC                | Chevrolet | [ 43 ] |
| 12    | Autódromo José Carlos Pace, São Paulo                           | C1      | Gabriel Casagrande | Daniel Serra               | Thiago Camilo          | Ipiranga Racing             | Toyota    | [ 44 ] |
| 12    | Autódromo José Carlos Pace, São Paulo                           | C2      | -                  | Daniel Serra               | Ricardo Mauricio       | Eurofarma RC                | Chevrolet | [ 45 ] |

### Sistema de pontuação
| Corrida  | Posição | Posição | Posição | Posição | Posição | Posição | Posição | Posição | Posição | Posição | Posição | Posição | Posição | Posição | Posição | Posição | Posição | Posição | Posição | Posição | Posição |
| Corrida  | 1º      | 2º      | 3º      | 4º      | 5º      | 6º      | 7º      | 8º      | 9º      | 10º     | 11º     | 12º     | 13º     | 14º     | 15º     | 16º     | 17º     | 18º     | 19º     | 20º     | Pole    |
| -------- | ------- | ------- | ------- | ------- | ------- | ------- | ------- | ------- | ------- | ------- | ------- | ------- | ------- | ------- | ------- | ------- | ------- | ------- | ------- | ------- | ------- |
| Primeira | 30      | 26      | 22      | 19      | 17      | 15      | 14      | 13      | 12      | 11      | 10      | 9       | 8       | 7       | 6       | 5       | 4       | 3       | 2       | 1       | 2       |
| Segunda  | 24      | 20      | 18      | 17      | 16      | 15      | 14      | 13      | 12      | 11      | 10      | 9       | 8       | 7       | 6       | 5       | 4       | 3       | 2       | 1       |         |

Os pontos são atribuídos para os pilotos que tenham completado pelo menos 75% da distância de cada corrida de uma etapa. Em cada etapa são realizadas duas corridas em sequência, com largada lançada, cada qual com duração de 30 minutos adicionado de mais uma volta. Largar na pole concede dois pontos ao mais rápido piloto, válidos somente para a corrida 1. Já a formação de largada da segunda corrida das etapas será feita pelo resultado da corrida 1, mas com os dez primeiros invertendo a posição durante a volta de realinhamento que separa as duas provas. 

## Classificação

### Campeonato de pilotos
| P                                                   | Piloto        | GYN | GYN | SPA | SPA | MOG | MOG | MOG | MOG | CAC | CAC | CWB | CWB | CWB | CWB | GYN | GYN | GYN | GYN | MOG | MOG | SCZ | SCZ | SPA | SPA | Pts |
| --------------------------------------------------- | ------------- | --- | --- | --- | --- | --- | --- | --- | --- | --- | --- | --- | --- | --- | --- | --- | --- | --- | --- | --- | --- | --- | --- | --- | --- | --- |
| 1                                                   | G.Casagrande  | 17  | 3   | 1   | Ret | 1   | Ret | 3   | 13  | 3   | 3   | 3   | 11  | 3   | 2   | 3   | 18  | 14  | 3   | 10  | 2   | 4   | 6   | 3   | 3   | 378 |
| 2                                                   | D.Serra       | 1   | 5   | 24  | 2   | 7   | 10  | 4   | 6   | 4   | 11  | 2   | 8   | 2   | 6   | 11  | 10  | 18  | Ret | 5   | 4   | 5   | 10  | 2   | 4   | 354 |
| 3                                                   | T.Camilo      | 5   | 6   | 11  | 16  | 3   | 15  | 11  | Ret | 1   | 28  | 16  | 1   | Ret | Ret | 18  | 4   | 10  | 2   | 8   | 1   | 1   | 8   | 1   | 22  | 310 |
| 4                                                   | R.Zonta       | 16  | 15  | 16  | 4   | 2   | 3   | 10  | 1   | 13  | 2   | 22  | 4   | Ret | 10  | Ret | NL  | 3   | 7   | 2   | 6   | 10  | 5   | 12  | 2   | 307 |
| 5                                                   | R.Mauricio    | 18  | 1   |     |     | 13  | 9   | 5   | 16  | 26  | 12  | 1   | 10  | 7   | 18  | 10  | 1   | 1   | 1   | 9   | Ret | Ret | 1   | 8   | 1   | 304 |
| 6                                                   | R.Barrichello | 15  | 19  | DSQ | NL  | 4   | 2   | 1   | 2   | 5   | 14  | 6   | 6   | 8   | Ret | 1   | 8   | 5   | 15  | 16  | 9   | 9   | 3   | 22  | 18  | 282 |
| 7                                                   | A.Khodair     | 14  | Ret | 2   | 18  | 11  | 21  | 7   | 8   | 6   | 22  | 26  | 9   | 11  | 21  | 6   | 6   | 2   | 19  | 6   | 3   | 3   | 8   | 5   | 7   | 270 |
| 8                                                   | Á.Abreu       | 8   | 10  | 5   | 6   | Ret | 7   | 14  | 14  | 7   | 1   | Ret | Ret | 10  | 1   | 8   | 3   | 23  | 5   | 13  | Ret | 13  | 11  | 13  | 6   | 255 |
| 9                                                   | C.Ramos       | 3   | 8   | 4   | 11  | 5   | 12  | 13  | 3   | 2   | 16  | 7   | 21  | Ret | 14  | 2   | Ret | 7   | 14  | 3   | Ret | 19  | 19  | 23  | Ret | 245 |
| 10                                                  | D.Nunes       | 13  | 14  | 6   | 14  | 9   | 4   | 2   | 9   | 14  | 6   | Ret | Ret | 19  | 16  | Ret | NL  | 9   | 6   | 4   | 11  | 7   | 14  | 20  | 11  | 226 |
| 11                                                  | M.Gomes       | 22  | Ret | Ret | Ret | 18  | Ret | 8   | 18  | 17  | 4   | 5   | 7   | 6   | 7   | 4   | 7   | 4   | 8   | 11  | 18  | 20  | 15  | 7   | 5   | 216 |
| 12                                                  | D.Navarro     | 6   | 4   | 7   | 8   | 14  | 8   | 17  | 5   | 25  | 9   | Ret | 17  | 14  | 3   | 15  | 16  | 8   | Ret | 21  | 5   | 14  | 4   | 26  | 21  | 206 |
| 13                                                  | B.Baptista    | 4   | 7   | 3   | 10  | 8   | 17  | Ret | NL  | 10  | 7   | 10  | 3   | 13  | 11  | 5   | 12  | Ret | Ret | 22  | Ret | Ret | 7   | 16  | Ret | 203 |
| 14                                                  | G.Salas       | 9   | 9   | 26  | 3   | 10  | 18  | 9   | 7   | 27  | 5   | 11  | 18  | 4   | 25  | Ret | NL  | 20  | Ret | 1   | 7   | 21  | Ret | EX  | 9   | 192 |
| 15                                                  | J.Campos      | 11  | Ret | 17  | 17  | 21  | 6   | 18  | Ret | Ret | 10  | 4   | 5   | Ret | 24  | 7   | 2   | 24  | 4   | 15  | Ret | 2   | NL  | 4   | 17  | 190 |
| 16                                                  | R.Suzuki      | 12  | 16  | 12  | 15  | 6   | 11  | 15  | 21  | 8   | 27  | 9   | 24  | 1   | 5   | 16  | 14  | 22  | 10  | 23  | 14  | 23  | 2   | 21  | Ret | 185 |
| 17                                                  | C.Bueno       | 2   | 21  | Ret | 5   | Ret | 19  | 12  | Ret | 23  | 17  | 8   | 13  | 9   | 4   | 19  | 11  | 17  | 9   | 20  | 12  | 15  | Ret | 9   | 23  | 167 |
| 18                                                  | G.di Mauro    | 7   | 2   | 27  | Ret | 20  | Ret | Ret | 4   | Ret | 8   | 18  | 2   | 24  | Ret | 9   | 5   | 16  | 16  | 7   | 8   | 26  | Ret | EX  | 13  | 161 |
| 19                                                  | G.Osman       | 19  | 11  | 10  | 9   | Ret | Ret | 19  | 20  | 28  | 21  | 13  | Ret | Ret | Ret | 13  | 9   | 11  | 11  | 18  | 15  | 6   | 12  | 10  | Ret | 132 |
| 20                                                  | M.Rossi       |     |     | 19  | 21  | 16  | 5   | 6   | 10  |     |     | 19  | 15  |     |     | Ret | NL  | 6   | 12  | 17  | 16  | 22  | Ret | 6   | 8   | 120 |
| 21                                                  | L.Foresti     | 10  | 12  | 29  | Ret | 17  | 1   | 27  | Ret | 24  | 26  | 12  | Ret | 21  | 15  | Ret | NL  | 13  | 17  | 14  | 10  | 8   | 18  | 24  | Ret | 113 |
| 22                                                  | P.Cardoso     | 20  | 13  | 8   | Ret | 24  | NL  | 22  | 17  | 20  | 20  | 17  | 20  | 15  | 17  | Ret | NL  | 19  | 18  | 12  | 21  | 11  | 13  | 15  | 14  | 91  |
| 23                                                  | F.Lapenna     | Ret | NL  | 20  | Ret | 15  | 13  | Ret | Ret | 9   | 29  | 21  | 12  | 5   | 22  | 12  | Ret | 27  | Ret | 26  | 13  | 16  | Ret | Ret | 10  | 89  |
| 24                                                  | F.Massa       | 25  | 17  | 15  | 7   | Ret | Ret | 16  | 15  | 16  | 13  | 15  | 23  | Ret | 13  | Ret | 13  | 26  | 20  | Ret | 20  | 17  | Ret | 19  | 16  | 88  |
| 25                                                  | G.Lima        | Ret | NL  | 14  | DSQ | 25  | NL  | 24  | 12  | 15  | Ret | 14  | 19  | 16  | 23  | Ret | 15  | 12  | 13  | Ret | 17  | Ret | Ret | 11  | 20  | 75  |
| 26                                                  | B.Monteiro    | Ret | NL  | 22  | 19  | 23  | 14  | 25  | 11  | 11  | Ret | 24  | 16  | Ret | 12  | Ret | NL  | Ret | Ret | 25  | 23  | 24  | Ret | Ret | NL  | 46  |
| 27                                                  | C.Hahn        | Ret | 18  | 13  | Ret | 26  | 16  | Ret | 19  | 22  | 18  | Ret | 14  | 20  | Ret | Ret | NL  |     |     | 28  | Ret | 18  | Ret | 18  | 15  | 45  |
| 28                                                  | S.Jimenez     | Ret | 20  | 18  | Ret | 12  | Ret | NL  | NL  | Ret | 24  | Ret | NL  | 23  | NL  | 14  | Ret | 15  | Ret |     |     | Ret | Ret | 27  | 12  | 36  |
| 29                                                  | G.Frigotto    | 21  | Ret | 23  | Ret | 19  | 20  | 20  | Ret | 12  | 23  |     |     |     |     |     |     |     |     | 24  | Ret | Ret | 16  | 14  | 19  | 27  |
| 30                                                  | N.Piquet,Jr.  | 24  | NL  | 28  | 13  | Ret | 22  | 23  | Ret | Ret | 19  | 25  | 25  | 12  | 19  |     |     |     |     |     |     |     |     |     |     | 24  |
| 31                                                  | T.Antoniazi   | 23  | 22  | 25  | 20  | Ret | Ret | 26  | 22  | 18  | 30  | 20  | 26  | 22  | 20  | 17  | 17  | 25  | DSQ | 19  | 22  |     |     | 17  | Ret | 24  |
| 32                                                  | T.Kanaan      | Ret | NL  | 21  | 12  | 22  | Ret | 21  | Ret | 21  | 15  | 23  | 22  |     |     | Ret | NL  | 21  | Ret | 27  | 19  | 25  | 17  | 25  | Ret | 24  |
| 33                                                  | M.Wilson      | Ret | NL  |     |     |     |     |     |     |     |     |     |     |     |     |     |     |     |     |     |     |     |     |     |     | 0   |
| 34                                                  | D.Dirani      |     |     |     |     |     |     |     |     |     |     |     |     |     |     |     |     |     |     | 29  | Ret |     |     |     |     | 0   |
| Inelegíveis para marcar pontos (pilotos convidados) |               |     |     |     |     |     |     |     |     |     |     |     |     |     |     |     |     |     |     |     |     |     |     |     |     |     |
|                                                     | A.da Costa    |     |     | 9   | 1   |     |     |     |     |     |     |     |     |     |     |     |     |     |     |     |     |     |     |     |     | 0   |
|                                                     | E.Barrichello |     |     |     |     |     |     |     |     | 19  | 25  |     |     | 18  | 9   |     |     |     |     |     |     |     |     |     |     | 0   |
|                                                     | P.Fittipaldi  |     |     |     |     |     |     |     |     |     |     |     |     | 17  | 8   |     |     |     |     |     |     |     |     |     |     | 0   |
|                                                     | R.Teixeira    |     |     |     |     |     |     |     |     |     |     |     |     |     |     | Ret | NL  |     |     |     |     |     |     |     |     | 0   |
|                                                     | V.Brito       |     |     |     |     |     |     |     |     |     |     |     |     |     |     |     |     |     |     |     |     | 12  | NL  |     |     | 0   |
|                                                     | M.Hahn        |     |     |     |     |     |     |     |     |     |     |     |     |     |     |     |     |     |     |     |     |     |     | Ret | Ret | 0   |
| P                                                   | Piloto        | GYN | GYN | SPA | SPA | MOG | MOG | MOG | MOG | CAC | CAC | CWB | CWB | CWB | CWB | GYN | GYN | GYN | GYN | MOG | MOG | SCZ | SCZ | SPA | SPA | Pts |

| Cor      | Resultado            |
| -------- | -------------------- |
| Ouro     | Vencedor             |
| Prata    | 2º lugar             |
| Bronze   | 3º lugar             |
| Verde    | Terminou, nos pontos |
| Azul     | Terminou, sem pontos |
| Púrpura  | Retirou-se (Ret)     |
| Vermelho | Não qualificado (NQ) |
| Preto    | Desqualificado (DSQ) |
| Branco   | Não largou (NL)      |
| Sem cor  | Não participou (NP)  |
| Sem cor  | Lesionado (Les)      |
| Sem cor  | Excluído (EX)        |

### Campeonato de equipes
| #  | Equipe                      | Nº  | GYN | GYN | SPA | SPA | MOG | MOG | MOG | MOG | CAC | CAC | CWB | CWB | CWB | CWB | GYN | GYN | GYN | GYN | MOG | MOG | SCZ | SCZ | SPA | SPA | Vit | Pts |
| -- | --------------------------- | --- | --- | --- | --- | --- | --- | --- | --- | --- | --- | --- | --- | --- | --- | --- | --- | --- | --- | --- | --- | --- | --- | --- | --- | --- | --- | --- |
| 1  | Eurofarma RC                | 29  | 1   | 5   | 24  | 2   | 7   | 10  | 4   | 6   | 4   | 11  | 2   | 8   | 2   | 6   | 11  | 10  | 18  | Ret | 5   | 4   | 5   | 10  | 2   | 4   | 9   | 637 |
| 1  | Eurofarma RC                | 90  | 18  | 1   |     |     | 13  | 9   | 5   | 16  | 26  | 12  | 1   | 10  | 7   | 18  | 10  | 1   | 1   | 1   | 9   | Ret | Ret | 1   | 8   | 1   | 9   | 637 |
| 2  | Ipiranga Racing             | 21  | 5   | 6   | 11  | 16  | 3   | 15  | 11  | Ret | 1   | 28  | 16  | 1   | Ret | Ret | 18  | 4   | 10  | 2   | 8   | 1   | 1   | 8   | 1   | 22  | 5   | 523 |
| 2  | Ipiranga Racing             | 30  | 3   | 8   | 4   | 11  | 5   | 12  | 13  | 3   | 2   | 16  | 7   | 21  | Ret | 14  | 2   | Ret | 7   | 14  | 3   | Ret | 19  | 19  | 23  | Ret | 5   | 523 |
| 3  | Blau Motorsport             | 18  | 14  | Ret | 2   | 18  | 11  | 21  | 7   | 8   | 6   | 22  | 26  | 9   | 11  | 21  | 6   | 6   | 2   | 19  | 6   | 3   | 3   | 8   | 5   | 7   | 0   | 466 |
| 3  | Blau Motorsport             | 70  | 13  | 14  | 6   | 14  | 9   | 4   | 2   | 9   | 14  | 6   | Ret | Ret | 19  | 16  | Ret | NL  | 9   | 6   | 4   | 11  | 7   | 14  | 20  | 11  | 0   | 466 |
| 4  | RCM Motorsport              | 10  | 16  | 15  | 16  | 4   | 2   | 3   | 10  | 1   | 13  | 2   | 22  | 4   | Ret | 10  | Ret | NL  | 3   | 7   | 2   | 6   | 10  | 5   | 12  | 2   | 1   | 464 |
| 4  | RCM Motorsport              | 44  | 4   | 7   | 3   | 10  | 8   | 17  | Ret | NL  | 10  | 7   | 10  | 3   | 13  | 11  | 5   | 12  | Ret | Ret | 22  | Ret | Ret | 7   | 16  | Ret | 1   | 464 |
| 5  | A.Mattheis Vogel Motorsport | 9   | Ret | NL  | 14  | DSQ | 25  | NL  | 24  | 12  | 15  | Ret | 14  | 19  | 16  | 23  | Ret | 15  | 12  | 13  | Ret | 17  | Ret | Ret | 11  | 20  | 2   | 446 |
| 5  | A.Mattheis Vogel Motorsport | 83  | 17  | 3   | 1   | Ret | 1   | Ret | 3   | 13  | 3   | 3   | 3   | 11  | 3   | 2   | 3   | 18  | 14  | 3   | 10  | 2   | 4   | 6   | 3   | 3   | 2   | 446 |
| 6  | Full Time Sports            | 111 | 15  | 19  | DSQ | NL  | 4   | 2   | 1   | 2   | 5   | 14  | 6   | 6   | 8   | Ret | 1   | 8   | 5   | 15  | 16  | 9   | 9   | 3   | 22  | 18  | 2   | 409 |
| 6  | Full Time Sports            | 117 |     |     | 19  | 21  | 16  | 5   | 6   | 10  |     |     | 19  | 15  |     |     | Ret | NL  | 6   | 12  | 17  | 16  | 22  | Ret | 6   | 8   | 2   | 409 |
| 7  | Cavaleiro Sports            | 5   | 6   | 4   | 7   | 8   | 14  | 8   | 17  | 5   | 25  | 9   | Ret | 17  | 14  | 3   | 15  | 16  | 8   | Ret | 21  | 5   | 14  | 4   | 26  | 21  | 0   | 387 |
| 7  | Cavaleiro Sports            | 80  | 22  | Ret | Ret | Ret | 18  | Ret | 8   | 18  | 17  | 4   | 5   | 7   | 6   | 7   | 4   | 7   | 4   | 8   | 11  | 18  | 20  | 15  | 7   | 5   | 0   | 387 |
| 8  | Shell V-Power               | 28  | 19  | 11  | 10  | 9   | Ret | Ret | 19  | 20  | 28  | 21  | 13  | Ret | Ret | Ret | 13  | 9   | 11  | 11  | 18  | 15  | 6   | 12  | 10  | Ret | 2   | 369 |
| 8  | Shell V-Power               | 51  | 8   | 10  | 5   | 6   | Ret | 7   | 14  | 14  | 7   | 1   | Ret | Ret | 10  | 1   | 8   | 3   | 23  | 5   | 13  | Ret | 13  | 11  | 13  | 6   | 2   | 369 |
| 9  | KTF Sports                  | 12  | 10  | 12  | 29  | Ret | 17  | 1   | 27  | Ret | 24  | 26  | 12  | Ret | 21  | 15  | Ret | NL  | 13  | 17  | 14  | 10  | 8   | 18  | 24  | Ret | 2   | 298 |
| 9  | KTF Sports                  | 85  | 9   | 9   | 26  | 3   | 10  | 18  | 9   | 7   | 27  | 5   | 11  | 18  | 4   | 25  | Ret | NL  | 20  | Ret | 1   | 7   | 21  | Ret | EX  | 9   | 2   | 298 |
| 10 | Lubrax Podium               | 4   | 11  | Ret | 17  | 17  | 21  | 6   | 18  | Ret | Ret | 10  | 4   | 5   | Ret | 24  | 7   | 2   | 24  | 4   | 15  | Ret | 2   | NL  | 4   | 17  | 0   | 271 |
| 10 | Lubrax Podium               | 91  | 25  | 17  | 15  | 7   | Ret | Ret | 16  | 15  | 16  | 13  | 15  | 23  | Ret | 13  | Ret | 13  | 26  | 20  | Ret | 20  | 17  | Ret | 19  | 16  | 0   | 271 |
| 11 | KTF Racing                  | 11  | 7   | 2   | 27  | Ret | 20  | Ret | Ret | 4   | Ret | 8   | 18  | 2   | 24  | Ret | 9   | 5   | 16  | 16  | 7   | 8   | 26  | Ret | EX  | 13  | 0   | 248 |
| 11 | KTF Racing                  | 43  | 20  | 13  | 8   | Ret | 24  | NL  | 22  | 17  | 20  | 20  | 17  | 20  | 15  | 17  | Ret | NL  | 19  | 18  | 12  | 21  | 11  | 13  | 15  | 14  | 0   | 248 |
| 12 | Full Time Bassani           | 8   | 12  | 16  | 12  | 15  | 6   | 11  | 15  | 21  | 8   | 27  | 9   | 24  | 1   | 5   | 16  | 14  | 22  | 10  | 23  | 14  | 23  | 2   | 21  | Ret | 1   | 221 |
| 12 | Full Time Bassani           | 48  | Ret | NL  | 21  | 12  | 22  | Ret | 21  | Ret | 21  | 15  | 23  | 22  |     |     | Ret | NL  | 21  | Ret | 27  | 19  | 25  | 17  | 25  | Ret | 1   | 221 |
| 13 | Crown Racing                | 0   | 2   | 21  | Ret | 5   | Ret | 19  | 12  | Ret | 23  | 17  | 8   | 13  | 9   | 4   | 19  | 11  | 17  | 9   | 20  | 12  | 15  | Ret | 9   | 23  | 0   | 208 |
| 13 | Crown Racing                | 88  | Ret | NL  | 22  | 19  | 23  | 14  | 25  | 11  | 11  | Ret | 24  | 16  | Ret | 12  | Ret | NL  | Ret | Ret | 25  | 23  | 24  | Ret | Ret | NL  | 0   | 208 |
| 14 | Hot Car New Generation      | 54  | 23  | 22  | 25  | 20  | Ret | Ret | 26  | 22  | 18  | 30  | 20  | 26  | 22  | 20  | 17  | 17  | 25  | DSQ | 19  | 22  |     |     | 17  | Ret | 0   | 115 |
| 14 | Hot Car New Generation      | 110 | Ret | NL  | 20  | Ret | 15  | 13  | Ret | Ret | 9   | 29  | 21  | 12  | 5   | 22  | 12  | Ret | 27  | Ret | 26  | 13  | 16  | Ret | Ret | 10  | 0   | 115 |
| 15 | Scuderia CJ                 | 33  | 24  | NL  | 28  | 13  | Ret | 22  | 23  | Ret | Ret | 19  | 25  | 25  | 12  | 19  |     |     |     |     |     |     |     |     |     |     | 0   | 56  |
| 15 | Scuderia CJ                 | 73  | Ret | 20  | 18  | Ret | 12  | Ret | NL  | NL  | Ret | 24  | Ret | NL  | 23  | NL  | 14  | Ret | 15  | Ret |     |     | Ret | Ret | 27  | 12  | 0   | 56  |
| 16 | Blau Motorsport II          | 16  | Ret | 18  | 13  | Ret | 26  | 16  | Ret | 19  | 22  | 18  | Ret | 14  | 20  | Ret | Ret | NL  |     |     | 28  | Ret | 18  | Ret | 18  | 15  | 0   | 41  |
| 17 | RKL Competições             | 86  | 21  | Ret | 23  | Ret | 19  | 20  | 20  | Ret | 12  | 23  |     |     |     |     |     |     |     |     | 24  | Ret | Ret | 16  | 14  | 19  | 0   | 27  |
| #  | Equipe                      | Nº  | GYN | GYN | SPA | SPA | MOG | MOG | MOG | MOG | CAC | CAC | CWB | CWB | CWB | CWB | GYN | GYN | GYN | GYN | MOG | MOG | SCZ | SCZ | SPA | SPA |     | Pts |

### Ranking de montadoras
| # | Fabricante | GYN | GYN | GYN | SPA | SPA | SPA | MOG | MOG | MOG | MOG | MOG | MOG | CAC | CAC | CAC | CWB | CWB | CWB | CWB | CWB | CWB | GYN | GYN | GYN | GYN | GYN | GYN | MOG | MOG | MOG | SCZ | SCZ | SCZ | SPA | SPA | SPA | Pts  |
| - | ---------- | --- | --- | --- | --- | --- | --- | --- | --- | --- | --- | --- | --- | --- | --- | --- | --- | --- | --- | --- | --- | --- | --- | --- | --- | --- | --- | --- | --- | --- | --- | --- | --- | --- | --- | --- | --- | ---- |
| # | Fabricante | Q   | C1  | C2  | Q   | C1  | C2  | Q   | C1  | C2  | Q   | C1  | C2  | Q   | C1  | C2  | Q   | C1  | C2  | Q   | C1  | C2  | Q   | C1  | C2  | Q   | C1  | C2  | Q   | C1  | C2  | Q   | C1  | C2  | Q   | C1  | C2  | Pts  |
| 1 | Chevrolet  | 2   | 56  | 44  | 2   | 56  | 44  | -   | 44  | 41  | -   | 48  | 33  | -   | 41  | 42  | 2   | 36  | 56  | -   | 48  | 44  | -   | 41  | 44  | 2   | 56  | 42  | 2   | 49  | 38  | -   | 48  | 41  | 2   | 48  | 42  | 1172 |
| 2 | Toyota     | -   | 41  | 29  | -   | 41  | 30  | 2   | 48  | 38  | 2   | 45  | 44  | 2   | 56  | 34  | -   | 42  | 29  | 2   | 43  | 29  | 2   | 56  | 30  | -   | 39  | 34  | -   | 48  | 39  | 2   | 42  | 38  | -   | 45  | 33  | 965  |
|   |            | GYN | GYN | GYN | SPA | SPA | SPA | MOG | MOG | MOG | MOG | MOG | MOG | CAC | CAC | CAC | CWB | CWB | CWB | CWB | CWB | CWB | GYN | GYN | GYN | GYN | GYN | GYN | MOG | MOG | MOG | SCZ | SCZ | SCZ | SPA | SPA | SPA |      |

| Montadora         | Chevrolet | Toyota  |
| Modelo            | Cruze     | Corolla |
| Pole position     | 6         | 6       |
| Volta mais rápida | 9         | 3       |
| Vitória           | 15        | 9       |
| Pontuação         | 1172      | 965     |

## Transmissão
As disputas da categoria puderam ser acompanhadas pela TV (aberta e fechada) e pela internet (redes sociais, plataformas de streaming de vídeo etc).
| TV     | TV      | Internet      | Internet      |
| Aberta | Fechada | Redes sociais | Streaming     |
| ------ | ------- | ------------- | ------------- |
| Band   | SportTV | Facebook      | Youtube       |
|        |         |               | Motorsport.tv |
|        |         |               | Twitch        |
|        |         |               | Zoome         |
|        |         |               | Catve.com     |
|        |         |               | Auto Videos   |
|        |         |               | Estadão       |

## Simuladores, games e similares
- Automobilista 2. Desenvolvido pela Reiza Studios, o game brasileiro é bastante popular entre a comunidade de automobilismo virtual e possui boa repercussão entre pilotos da Stock Car.[48][49]
- Stock Car Extreme. Outro game brasileiro também desenvolvido pela mesma Reiza Studios.